# Deutschland Cup 2019
30. edycja Deutschland Cup – rozegrana została pomiędzy 7 a 10 listopada 2019 roku w Krefeld w hali König Palast. Zgodnie z tradycją, w turnieju wzięły udział cztery zespoły. Organizatorem turnieju była niemiecka federacja hokejowa, Deutscher Eishockey-Bund (DEB).
Tytuł z poprzedniej edycji broni Rosjanie. Tym razem po trzeci w historii pucharu triumf sięgnęli reprezentanci Szwajcarii, którzy wyprzedzili gospodarzy imprezy Niemców oraz obrońców tytułu Rosjan. Najsłabszą drużyną okazała się Słowacja.

## Wyniki
| 7 listopada 2019 | Słowacja | 2:5 | Szwajcaria | König Palast, Krefeld |

| Szczegóły      | Szczegóły                                   | Szczegóły       | Szczegóły                                                                                              | Szczegóły                                                                                              |
| -------------- | ------------------------------------------- | --------------- | --- | --- |
| Godzina: 16:15 | F. Krivošík (EQ) 55:56 A. Kudrna (EQ) 56:24 | (0:0, 0:3, 2:2) | 30:38 (EQ) J. Fuchs 35:53 (EQ) A. Bertaggia 37:19 (EQ) T. Moy 56:58 (EQ) R. Prassl 59:00 (EN) P. Suter | Widzów: 2 900 Sędzia główny: Lasse Kopitz Andre Schrader Sędziowie liniowi: Kai Jürgens Andreas Kowert |
| Godzina: 16:15 | 8 min. kar                                  |                 | 8 min. kar                                                                                             | Widzów: 2 900 Sędzia główny: Lasse Kopitz Andre Schrader Sędziowie liniowi: Kai Jürgens Andreas Kowert |

| 7 listopada 2019 | Niemcy | 4:3 | Rosja | König Palast, Krefeld |

| Szczegóły      | Szczegóły                                                                               | Szczegóły       | Szczegóły                                                          | Szczegóły |
| -------------- | --------------------------------------------------------------------------------------- | --------------- | ------------------------------------------------------------------ | --- |
| Godzina: 19:45 | D. Pietta (EQ) 12:50 S. Sezemsky (PP) 22:58 M. Kammerer (EQ) 34:25 F. Schütz (EQ) 53:02 | (1:2, 1:1, 1:0) | 04:21 (EQ) P. Poriadin 16:15 (EQ) A. Jermakow 37:49 (EQ) A. Wołkow | Widzów: 3 025 Sędzia główny: Benjamin Hoppe Daniel Piechaczek Sędziowie liniowi: Christoffer Hurtik Patrick Laguzov |
| Godzina: 19:45 | 4 min. kar                                                                              |                 | 6 min. kar                                                         | Widzów: 3 025 Sędzia główny: Benjamin Hoppe Daniel Piechaczek Sędziowie liniowi: Christoffer Hurtik Patrick Laguzov |

| 9 listopada 2019 | Niemcy | 3:4 pd. | Szwajcaria | König Palast, Krefeld |

| Szczegóły      | Szczegóły                                                          | Szczegóły            | Szczegóły                                                                       | Szczegóły |
| -------------- | ------------------------------------------------------------------ | -------------------- | ------------------------------------------------------------------------------- | --- |
| Godzina: 13:00 | F. Tiffels (PP) 03:51 D. Pietta (EQ) 47:22 D. Fischbuch (EQ) 50:13 | (1:0, 0:1, 2:2, 0:1) | 32:09 (PP) N. Rod 41:15 (EQ) P. Suter 52:09 (EQ) L. Fazzini 64:59 (EQ) P. Suter | Widzów: 6 217 Sędzia główny: Lukas Kohlmüller Volker Westhaus Sędziowie liniowi: Kai Jürgens Nicolaj Ponomarjow |
| Godzina: 13:00 | 6 min. kar                                                         |                      | 10 min. kar                                                                     | Widzów: 6 217 Sędzia główny: Lukas Kohlmüller Volker Westhaus Sędziowie liniowi: Kai Jürgens Nicolaj Ponomarjow |

| 9 listopada 2019 | Rosja | 3:2 pd. | Słowacja | König Palast, Krefeld |

| Szczegóły      | Szczegóły                                                              | Szczegóły            | Szczegóły                                  | Szczegóły                                                                                                |
| -------------- | ---------------------------------------------------------------------- | -------------------- | ------------------------------------------ | --- |
| Godzina: 16:30 | S. Tołczinski (EQ) 19:11 W. Kodola (EQ) 41:24 S. Tołczinski (EQ) 60:44 | (1:0, 0:1, 1:1, 1:0) | 27:01 (EQ) A. Liška 55:39 (EA) F. Krivošík | Widzów: 6 217 Sędzia główny: Daniel Piechaczek Markus Schütz Sędziowie liniowi: Wayne Gerth Jonas Merten |
| Godzina: 16:30 | 8 min. kar                                                             |                      | 8 min. kar                                 | Widzów: 6 217 Sędzia główny: Daniel Piechaczek Markus Schütz Sędziowie liniowi: Wayne Gerth Jonas Merten |

| 10 listopada 2019 | Szwajcaria | 3:4 pk. | Rosja | König Palast, Krefeld |

| Szczegóły      | Szczegóły                                                         | Szczegóły                 | Szczegóły                                                                             | Szczegóły                                                                                              |
| -------------- | ----------------------------------------------------------------- | ------------------------- | ------------------------------------------------------------------------------------- | --- |
| Godzina: 11:00 | S. Lecoultre (EQ) 21:36 T. Moy (EQ) 41:25 A. Bertaggia (PP) 46:22 | (0:1, 1:1, 2:1, 0:0, 0:1) | 18:13 (PP) W. Briukwin 28:11 (EQ) D. Iljin 57:01 (EQ) I. Igumnow 65:00 (SO) W. Kodola | Widzów: 4 312 Sędzia główny: Lukas Kohlmüller Markus Schütz Sędziowie liniowi: Wayne Gerth Kai Jürgens |
| Godzina: 11:00 | 16 min. kar                                                       |                           | 22 min. kar                                                                           | Widzów: 4 312 Sędzia główny: Lukas Kohlmüller Markus Schütz Sędziowie liniowi: Wayne Gerth Kai Jürgens |

| 10 listopada 2019 | Niemcy | 2:3 pd. | Słowacja | König Palast, Krefeld |

| Szczegóły      | Szczegóły                             | Szczegóły            | Szczegóły                                                     | Szczegóły |
| -------------- | ------------------------------------- | -------------------- | ------------------------------------------------------------- | --- |
| Godzina: 14:30 | A. Eder (EQ) 06:25 A. Eder (EQ) 28:35 | (1:0, 1:1, 0:1, 0:1) | 31:57(EQ) M. Sukeľ 55:52 (EQ) F. Krivošík 62:08 (EQ) P. Zuzin | Widzów: 4 633 Sędzia główny: Daniel Piechaczek Volker Westhaus Sędziowie liniowi: Nicolaj Ponomarjow Jonas Merten |
| Godzina: 14:30 | 0 min. kar                            |                      | 8 min. kar                                                    | Widzów: 4 633 Sędzia główny: Daniel Piechaczek Volker Westhaus Sędziowie liniowi: Nicolaj Ponomarjow Jonas Merten |

## Tabela
| Poz. | Zespół     | M | Pkt | Z | WpD | PpD | P | G+ | G- | +/- |
| ---- | ---------- | - | --- | - | --- | --- | - | -- | -- | --- |
| 1.   | Szwajcaria | 3 | 6   | 1 | 1   | 1   | 0 | 12 | 9  | +3  |
| 2.   | Niemcy     | 3 | 5   | 1 | 0   | 2   | 0 | 9  | 10 | -1  |
| 3.   | Rosja      | 3 | 4   | 0 | 2   | 0   | 1 | 10 | 9  | +1  |
| 4.   | Słowacja   | 3 | 3   | 0 | 1   | 1   | 1 | 7  | 10 | -3  |